# Union Grove (Alabama)
Pour les articles homonymes, voir Union Grove.
Union Grove est une municipalité américaine située dans le comté de Marshall en Alabama.
Selon le recensement de 2010, sa population est de 77 habitants. La municipalité s'étend sur 0,57 milles carrés (1,48 km2).

## Démographie
| 1970 | 1980 | 1990 | 2000 | 2010 | - |
| ---- | ---- | ---- | ---- | ---- | - |
| 118  | 127  | 119  | 94   | 77   | - |